# آب‌انبار مالداری
آب‌انبار مالداری یک روستا در ایران است که در دهستان میغان واقع شده‌است.